# 1909 في فرنسا
فيما يلي قوائم الأحداث التي وقعت خلال عام 1909 في فرنسا.

## رياضة
- 11 أبريل – سباق باريس روبيه 1909 الفائزون لويس تروسيلير، أوكتاف لابيز، Jules Masselis [الإنجليزية]‏.

## كتب
من الكتب التي صدرت هذه السنة في فرنسا:
- 1 يناير – الإبرة المجوفة من تأليف موريس لوبلان.
- 1 يناير – الكرسي المسكون من تأليف غاستون ليرو.
- 1 يناير – الناجون من "جوناثان" من تأليف جول فيرن، ميشيل فرن.

## مواليد

### يناير
- 1 يناير – لوران دي لورتو لاعب كرة قدم فرنسي.
- 20 يناير – لويز بيلوك كاتبة فرنسية.[1]

### فبراير
- 3 فبراير – سيمون فايل[2]
- 26 فبراير – كلود كاهن مؤرخ فرنسي.[3]

### أبريل
- 8 أبريل – روبرت جيلارد الكاتب الفرنسي.[4]
- 17 أبريل – آلان بوهر سياسي فرنسي.[5]

### مايو
- 26 مايو – غاسبار رينالدي دراج فرنسي.

### يونيو
- 19 يونيو – روبير ديفوسي لاعب كرة قدم فرنسي.[6]
- 29 يونيو – ميشيل روبيدا صحفي فرنسي.[7]

### يوليو
- 14 يوليو – أنابيلا[8]
- 15 يوليو – جورج فيرييه لاعب كرة قدم فرنسي.[9]

### أغسطس
- 1 أغسطس – هنري ديشان سياسي فرنسي.[10]
- 13 أغسطس – اندريه دوفور سياسي فرنسي.[11]

### أكتوبر
- 3 أكتوبر – ألبرت ميشيل ممثل فرنسي.
- 11 أكتوبر – تشارلز رامبيلبيرج درّاج طريق فرنسي.
- 19 أكتوبر – مارغريت بيري فيزيائية فرنسية.[12]

### ديسمبر
- 11 ديسمبر – تشارلز مولان ممثل فرنسي.